# Soo Wincci
Soo Wincci (Petaling Jaya, 26 de octubre de 1985) es una cantante, actriz, compositora, presentadora y modelo malasia. Se coronó como Miss Mundo Malasia en 2008 y representó a su país en el certamen de Miss Mundo de ese mismo año. En 2013, fue reconocida por críticos independientes de Hollywood como una de las 100 mujeres más bellas del mundo. En 2016, fue galardonada con el premio "Premio a los 10 jóvenes malasios más destacados". En 2018, los medios chinos la apodaron como "La Doctora Más Bella". Además, cuenta con cuatro entradas en el Libro de los Récords de Malasia.

## Educación
Soo tiene una licenciatura en derecho de la Universidad de Reading (Reino Unido), un MBA de la Universidad de Sunshine Coast y un doctorado en administración de empresas de la Open University Malaysia.
En 2018, completó una maestría en producción musical, innovación y tecnología. Posteriormente, en 2019, obtuvo una beca de posmaestría del Berklee College of Music.

## Concursos de belleza
Soo Wincci pasó casi seis años dedicada al modelaje y participó en más de veinte concursos antes de lograr su título más deseado: Miss Mundo Malasia en 2008.
En 2004, Wincci obtuvo el segundo lugar en el certamen Intercontinental Miss Malasia. Debido a que la ganadora no pudo participar en el certamen mundial, Wincci representó a Malasia en el certamen Miss Intercontinental en China, donde quedó en tercer lugar. Ese mismo año, también quedó en tercer lugar en el certamen Miss Malasia Oriental World. En 2005, fue la primera finalista en el concurso Miss Chinatown.
En 2008, tras su graduación en Derecho en el Reino Unido, Soo Wincci ganó el título de Miss Mundo Malasia y representó a su país en el concurso de belleza Miss Mundo celebrado en Johannesburgo, Sudáfrica. Durante el certamen, destacó al llegar a las semifinales en la categoría de Miss Mundo Top Model y al ser finalista en los concursos de Miss Mundo Talento.

## Carrera

### 2009-2012
En 2009, Soo Wincci dio inicio a su carrera como actriz en una comedia local china de NTV7 llamada "Mr. Siao's Mandarin Class". Además, el 18 de agosto de 2009, lanzó su álbum de canto compuesto por ella misma, titulado "Soo Wincci". Samsung seleccionó su canción "Beauty With a Purpose", la cual fue cantada en inglés, malayo y chino, como tema de Samsung LED.
En 2010, Soo Wincci protagonizó el drama chino "Injustice" de Media Corp, además de participar en la segunda temporada de "Mandarin Class" del Sr. Siao. También fue designada como portavoz de Avon Anew Skin en Malasia. Durante este tiempo, recibió una beca de doctorado de la Open University Malaysia.
En 2011, Soo Wincci lanzó su primer álbum completo en chino titulado "Ying Guang". Durante ese año, actuó como Hui Ying en el drama de Mediacorp "Destiny in Her Hands" y en el drama legal de NTV7 "Justice in the City". Además, protagonizó el primer thriller en 3D de Asia, "Hunter", interpretando el papel de un presentador llamado Hu Jing, y también compuso y cantó el tema principal de la película. Ese mismo año, asistió a la London Media and Film Academy para participar en la Acting Masterclass y la Hosting Masterclass, además de trabajar en sus habilidades vocales con el famoso entrenador de canto del Reino Unido, Kim Chadler.
Después de participar en la edición de celebridades de MasterChef Malasia, Soo Wincci alcanzó la posición de finalista entre los cinco mejores y ganó reconocimiento como la Reina de los Postres. Posteriormente, lanzó su EP en malayo titulado "Terus Teranglah".
Soo Wincci lanzó su primer álbum internacional en chino titulado "Happiness in Taiwan".

### 2013-2015
En 2013, Soo Wincci fue seleccionada por los críticos independientes de Hollywood para su lista de los 100 rostros más bellos de 2013, ocupando el puesto número 91. Al año siguiente, en 2014, fundó su propia empresa de gestión de talentos, Beyond Artistes. Además, actuó como protagonista principal en el drama "The Injustice Stranger".

### 2016-2017
En 2016, Soo Wincci logró completar su doctorado en investigación y aprobó su viva voce el 31 de mayo de ese año.
En 2017, Soo Wincci escribió y produjo su primer libro y audiolibro titulado "Inwinccible X". Además, incursionó como productora musical al escribir, componer y producir su primera canción pop motivacional titulada "I Am XA Loser". También realizó su primera gira de conferencias motivacionales, impartiendo charlas en más de veinte universidades en Malasia. Su interpretación como villana en "Kau Yang Satu" recibió elogios de la crítica y la película tuvo un exitoso estreno en los cines.

### 2017-2018
En 2017, Soo Wincci fue aceptada en el Berklee College of Music Valencia para cursar su segundo máster. Se graduó con éxito en su segunda maestría y recibió una beca de posgrado. Durante este tiempo, también participó en programas de variedades en China, donde los medios locales la apodaron como "La Doctora Más Bella".

### 2018-2019
En 2019, tras su graduación, Soo Wincci fue reconocida por el Libro de los Récords de Malasia con dos récords: "Reina de belleza con más títulos obtenidos" y "Artista de grabación con más títulos obtenidos". Además, fue aceptada en la Universidad Politécnica de Valencia para realizar su segundo doctorado.

### 2020-2021
A principios de año, Soo Wincci fue seleccionada como embajadora cultural del Templo Thean Hou de Malasia. A mediados de 2020, anunció su nueva canción de regreso con un productor ganador del Grammy Latino.

### 2023
Regresó a actuar en una nueva serie original de Astro titulada "The Queens's Ploy". Además de actuar, Soo también se desempeñará como productora y compondrá los temas musicales del drama. Además, participó en The Masked Singer Malaysia en la temporada 4 bajo el seudónimo de Kak Cat.

## Premios y reconocimientos
- 2016: Soo Wincci fue incluida en el Libro de Récords de Malasia como "La primera Miss Mundo Malasia en recibir un doctorado".[6]
- 2016: Reconocida como uno de los Diez Jóvenes Malasios Destacados por la JCI (TOYM).[33]
- 2019: Aparece en el Libro de Récords de Malasia por "la mayor cantidad de títulos académicos obtenidos por una reina de belleza".
- 2019: Reconocida en el Libro de Récords de Malasia por "la mayor cantidad de títulos académicos obtenidos por un artista de grabación".
- 2022: Incluida en el Libro de Récords de Malasia como "Primera Miss Mundo Malasia nombrada profesora asociada".